# Charles H. Peaslee

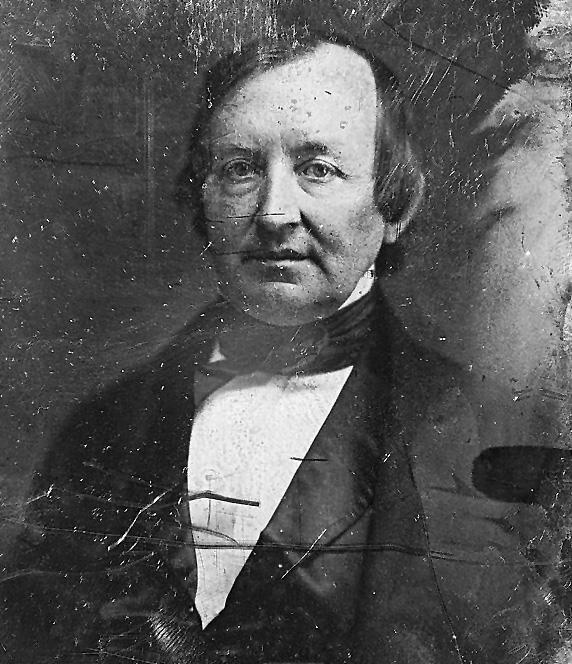
Charles H. Peaslee

Charles Hazen Peaslee (* 6. Februar 1804 in Gilmanton, Belknap County, New Hampshire; † 18. September 1866 in Saint Paul, Minnesota) war ein US-amerikanischer Politiker. Zwischen 1847 und 1853 vertrat er den Bundesstaat New Hampshire im US-Repräsentantenhaus.

## Werdegang
Charles Peaslee besuchte die Gilmanton Academy und studierte danach bis 1824 am Dartmouth College in Hanover. Nach einem anschließenden Jurastudium und seiner im Jahr 1828 erfolgten Zulassung als Rechtsanwalt begann er in Concord in seinem neuen Beruf zu arbeiten.
Politisch war Peaslee Mitglied der Demokratischen Partei. Zwischen 1833 und 1837 war er Abgeordneter im Repräsentantenhaus von New Hampshire. Von 1839 bis 1847 war er als Adjutant General Kommandeur der Staatsmiliz. 1846 wurde Peaslee im zweiten Wahlbezirk von New Hampshire in das US-Repräsentantenhaus in Washington gewählt, wo er am 4. März 1847 die Nachfolge von Mace Moulton antrat. Nach zwei Wiederwahlen konnte er bis zum 3. März 1853 drei Legislaturperioden im  Kongress absolvieren. Ab 1849 war er dort Vorsitzender des Committee on Militia. Während seiner Zeit im Kongress endete der Mexikanisch-Amerikanische Krieg, in dessen Folge große Gebiete im Westen und Südwesten des Kontinents an die Vereinigten Staaten fielen. Infolge dieser Gebietserweiterung kam es zu verstärkten Diskussionen um die Ausdehnung der Sklaverei auf die neuen Gebiete.
1852 verzichtete Peaslee auf eine erneute Kandidatur. Zwischen 1853 und 1857 war er Leiter der Finanzbehörden im Hafen von Boston. Im Jahr 1860 zog er nach Portsmouth in New Hampshire. Charles Peaslee starb im September 1866 während eines Besuches in Minnesota. Er wurde in Portsmouth beigesetzt.